# Pterostichus ecarinatus
Pterostichus ecarinatus är en skalbaggsart som beskrevs av Hatch. Pterostichus ecarinatus ingår i släktet Pterostichus och familjen jordlöpare. Inga underarter finns listade i Catalogue of Life.